# Nicola Zanon
Nicola Zanon (thailändisch นิโคล่า ซาโนน; * 14. Dezember 1996 in Cles) ist ein italienisch-thailändischer Skirennläufer. Er startet hauptsächlich in den technischen Disziplinen Riesenslalom und Slalom.

## Karriere
Zanon gab sein internationales Renndebüt am 17. März 2012 bei einem Juniorenrennen am Passo Rolle. Im Juni 2013 wechselte er zum thailändischen Verband im Hinblick auf einen Teilnahme an den Olympischen Winterspielen 2014 in Sotschi. Die Qualifikation gelang ihm jedoch nicht, woraufhin er seine Karriere beendete. Er begann gemeinsam mit seinem Vater als Waldarbeiter zu arbeiten. 2017 bekam er dann jedoch ein Angebot des Thailändischen Skiverbands, an den Olympischen Winterspielen 2018 in Pyeongchang teilzunehmen. Dieses Mal gelang ihm die Qualifikation. Jedoch konnte er sich bei keinem seiner Starts klassieren. Im Riesenslalom schied er aus, im Slalom verzichtete er auf einen Start.
Abgesehen von internationalen Großereignissen startet Zanon hauptsächlich bei FIS bzw. Citizenrennen in Italien.
2022 nahm er erneut an Olympischen Winterspielen teil. Dieses Mal jedoch mit mehr Erfolg als noch vier Jahre zuvor. Im Riesenslalom belegte er den 38. Platz, im Slalom erreichte er Rang 40.
Nach den Wettkämpfen von Peking trat er nicht mehr als Rennläufer in Erscheinung.

## Privates
Zanon ist der Sohn eines Italieners und einer Thailänderin, wodurch er die Staatsbürgerschaften beider Länder besitzt.

## Erfolge

### Olympische Winterspiele
- Pyeongchang 2018: DNF Riesenslalom, DNS Slalom
- Peking 2022: 38. Riesenslalom, 40. Slalom

### South American Cup
- Eine Platzierung unter den besten 30